# Hugh Edward Blair
Hugh Edward Blair (Georgia, 23 de mayo de 1909–28 de enero de 1967), fue un hábil artista y lingüista estadounidense.

## Biografía
Hugh E. Blair fue el asistente de Alice Vanderbilt Morris, la fundadora de la Asociación de la Lengua Auxiliar Internacional (IALA). Fue un miembro del equipo de investigación a la muerte de Alice V. Morris en 1950 y después llegó a ser la «mano derecha» de Alexander Gode. Hasta su muerte, Blair fue el más íntimo colaborador de Alexander Gode. Hugh E. Blair y Alexander Gode son los autores de la Interlingua Grammar.
Cuando IALA fue cerrada el 31 de marzo de 1953, Hugh E. Blair acompañaba a Alexander Gode a la División de Interlingua bajo Science Service. Aquí redactaban la nueve revista Novas de Interlingua —la sucesora natural de Novas de IALA— con un comité internacional de redacción con miembros en Suiza, Italia, Francia, Dinamarca, Gran Bretaña, Canadá y los Estados Unidos. Abandonó esto en el fin de 1955 para inaugurar su propia empresa.
Fue el secretario para American Interlingua Society y redactor de la revista de la sociedad Interlingua at Work.